# KIF16B
KIF16B‏ (Kinesin family member 16B) هوَ بروتين يُشَفر بواسطة جين KIF16B في الإنسان.